# Metoda pastoralne teologije
Metoda pastoralne teologije, dio pastoralnog bogoslovlja. Odnosi se na teološku teoriju i na praksu vjere – kako unutar crkvene tako i unutar društvene stvarnosti/situacije. Metoda je u trima koracima: analize postojeće situacije, kritičke prosudbe te situacije i davanja normativnih smjernica za osobnu i crkvenu vjerničku praksu. Metoda korespondira s trima koracima znana i u socijalnom nauku Crkve (papa Ivan XXIII. - enciklika Mater et magistra) poznata kao "vidjeti-prosuditi-djelovati". Dva su postupka: dedukcija, kada polazi od Evanđelja (Svetog Pisma), tradicije i Crkvenog učiteljstva, i indukcija, koji sprovodi polazeći od povijesne situacije konkretne Kristove Crkve, odnosno od crkvene prakse, i od trenutne društvene situacije.